# Furud
Furud (auch Phurud) ist die Bezeichnung für den Stern ζ Canis Majoris (Zeta Canis Majoris). 
Furud hat eine scheinbare Helligkeit von +3,1 mag und gehört der Spektralklasse B3 an. Furud hat in 176" Abstand einen Begleiter der Helligkeit +7,6 mag, der bei einem Positionswinkel von 176" im Feldstecher zu sehen ist. Die Entfernung Furuds zur Erde beträgt ca. 330 Lichtjahre.